# Ябгу
Ябгу (старотюрк. jabɣu, кит. йеху, шеху; араб. джабгуя; армен. джебу; груз. джибго, гръц. Σπαρζευγοῦν =*ïšbara-jabɣu у Т. Симоката) – титул в Тюркския каганат, носен най-често от близки родственици на кагана. Пръв го е носил Туу, който се провъзгласил за „велик ябгу“. Туу бил син на Асян шад и баща на основателя на каганата – Бумън (545-552). Този титул носили и наместниците на тюркския каган в западната част на държавата през 6 век. Такъв бил братът на основателя ѝ Бумън – Истеми. Най-вероятно носенето на този титул, поне в началото, било свързано с изпълнението на военни функции. Впоследствие се превърнал във втория по значение титул след каганския. Този титул през 7 век бил неизменна част от титулатурите на повечето от западнотюркските кагани - Тун Ябгу (618-630), Нивар Ишбара [ябгу] (651-657) и други, които били считани за младшия клон на династията Ашина.

Прабългарска титла с подобно значение е „сюбиги“. Маламир, който е държавен глава в Първата Българска държава носи тюркската титла кан сюбиги . 
Професор Васил Н. Златарски превежда титлата „сюбиги“ като велик. 